# 莫哈末阿都拉曼
莫哈末·阿都拉曼（1964年3月15日—）是一名马来西亚军官，自2023年9月起接替阿芬迪担任第22任马来西亚武裝部隊總司令。在此之前他曾于2023年3月至2023年9月担任陆军总司令。